# Подримья, Али
Али Подримья (алб. Ali Podrimja, 28 августа 1942, Джяковица – 21 июля 2012, Лодев) - албанский и косовский поэт. Он родился в Джяковице, в то время части территории Албании, контролируемой итальянскими войсками.
После трудного детства и смерти родителей, он изучал албанский язык и литературу в Приштине до 1966 года. Является автором более десятка томов вдохновляющих и смелых стихотворений. Начиная с 1961 года, он был признан как в Косово, так и в Албании одним из ведущих и инновационных поэтов. Действительно, он был, по мнению многих, наиболее типичным представителем современного албанского поэтического круга в Косово и косовского поэта с широкой международной известностью.
Первый его сборник элегических стихотворений, Thirrje ("Звонки", Приштина, 1961), был опубликован ещё во время его обучения в средней школе в Джяковице. В последующие тома были введены новые элементы репертуара, склонность к символике и аллегории, раскрывающие его как зрелого символиста в своей тарелке в самых разнообразных манерах рифм и метров.[источник?]

В начале восьмидесятых он опубликовал мастерские коллекции Lum Lumi ("Лум Луми", Приштина, 1982), которая стала поворотным пунктом не только в его собственном творчестве, но и в современной поэзии Косово в целом. Этот бессмертная дань поэту юного сына Ламасса, умершему от рака, представила экзистенциалистскую зацикленность на дилемме бытия, с элементами одиночества, страха, смерти и судьбы. Али Подримья, тем не менее, лаконичный поэт. Его стихи компактны в структуре, и его образы прямы, лаконичны и лишены какого-либо искусственного многословия. Каждое слово имеет значение. Он привлекает читателей своими убедительные способностями украсить эллиптический скалистый ландшафт, напоминающий албанский народный стих, необычными метафорами, неожиданными синтаксическими структурами и тонкими рифмами.[источник?]

21 июля 2012 года французская полиция сообщила властям Республики Косово, что Подримья был найден мертвым. Али давно потерял контакт с членами семьи. Его преждевременная потеря является потерей для албанского искусства и литературы.

## Список литературы
1. 1 2 3 4  Fichier des personnes décédées mirror
2. ↑  Poet found dead in France
3. ↑  Ali Podrimja. Literatur Festival (2010). Дата обращения: 22 июля 2012.
4. ↑  Ünlü şairin cesedi bulundu (Body of famous poet found). Hurriyet. 22 июля 2012. Архивировано 24 сентября 2015. Дата обращения: 22 июля 2012.
5. ↑  Poet found dead in France. Channel24. Дата обращения: 23 июля 2012. Архивировано 15 февраля 2018 года.